# 雷凌科技
雷凌科技公司（英語：Ralink Technology, Corp.），為Wi-Fi晶片製造公司，主要生產IEEE 802.11（無線局域網）晶片組。2001年在美國加州庫比蒂諾成立，隨後把企業總部移到台灣新竹市。2011年3月5日，被聯發科技公司併購。

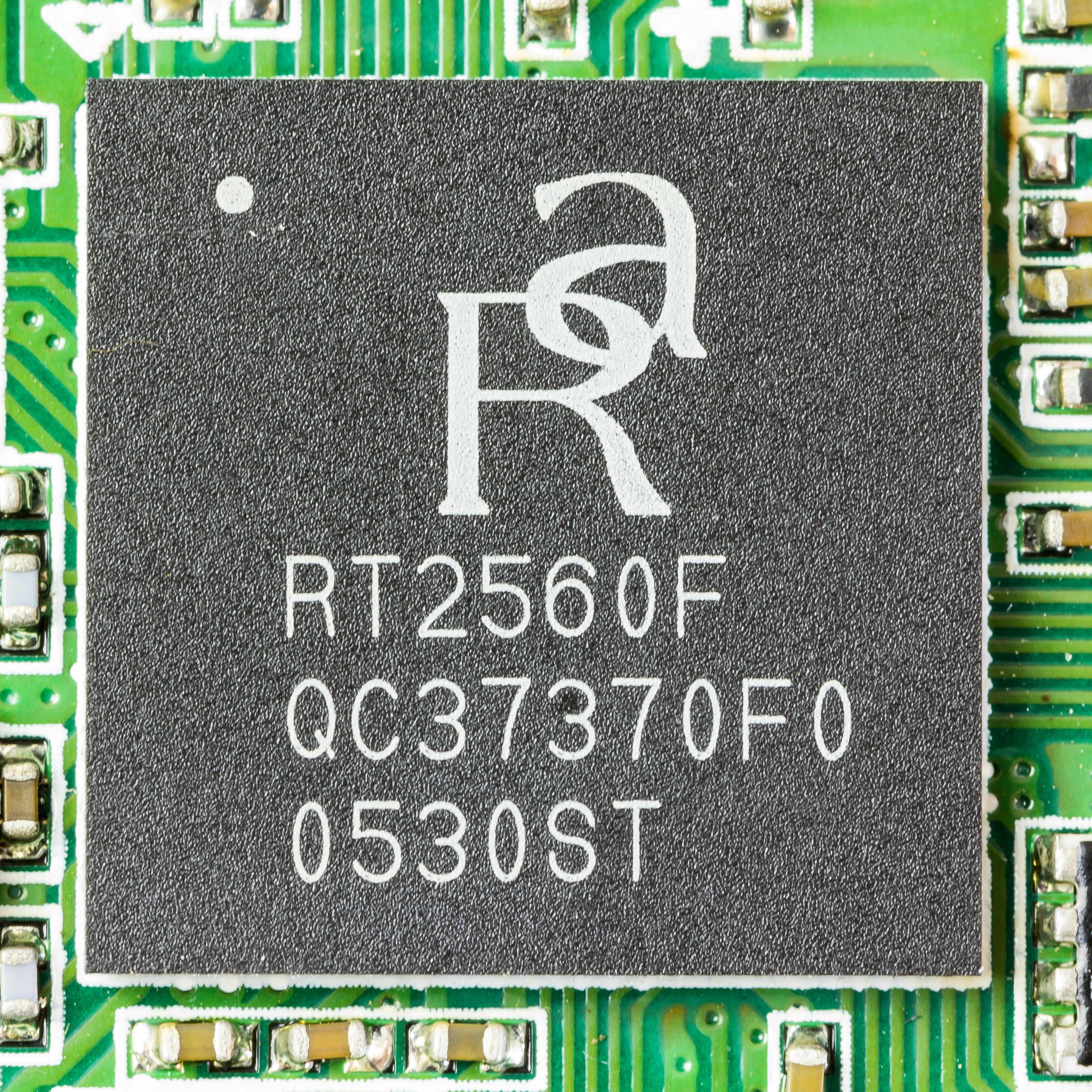
Ralink RT2560F